# Dale Wilkinson
Dale Wayne Wilkinson (18 de março de 1960) é um ex-jogador de basquete norte-americano.